# Río Maichín
Río Maichín är ett vattendrag i Chile.   Det ligger i regionen Región de la Araucanía, i den södra delen av landet, 700 km söder om huvudstaden Santiago de Chile.
I omgivningen kring Río Maichín växer i huvudsak blandskog. Området är  mycket glesbefolkat, med 6 invånare per kvadratkilometer.